# José Alfredo Caro
José Alfredo Caro (1919-1985) fue un botánico y agrostólogo argentino.
Se especializó en gramíneas de Sudamérica, con énfasis en las comerciales.

## Algunas publicaciones
- Vicente Perrone, josé Alfredo Caro. 1983a. Una nueva especie de jarilla de San Juan: Larrea monticellii Perrone et Caro nov. sp. Editor UBA, Fac. de Farmacia y Bioquímica, Museo de Botánica "Juan A. Domínguez,"

- josé Alfredo Caro. 1983b. Cuatro especies y una nueva variedad de Cynodon (Gramineae). Monografía en Systematic Botany 47. Missouri Botanical Garden

- -----------------------------. 1982. Sinopsis taxonómica de las gramineas argentinas. Dominguezia 4: 1-51

- -----------------------------, e. Sánchez. 1973. Las especies de Stipa (Gramineae) del subgénero Jarava. Kurtziana 7:61-116

- -----------------------------. 1971. La identidad de Stipa brachychaeta Godr.. Australian Systematic Botany 11:41-52

- -----------------------------. 1969. Las especies de Melica (Gramineae) de la región central de Argentina. Kurtziana

- -----------------------------. 1966. Las especies de Stipa (Gramineae) de la región central Argentina. Kurtziana 3:7-119

- -----------------------------. 1961. Las especies de Cotula (Compositae) del centro de la República. Kurtiziana 1: 289-298

### Libros
- josé Alfredo Caro. 1982a. Las especies de Gimnopogon (Gramineae) de la flora Argentina. Editor UBA, Fac. de Farmacia y Bioquímica, Museo de Botánica "Juan A. Domínguez", 23 pp.

- -----------------------------. 1982b. Sistematizacion del género Acantholippia grisebach (Verbenaceae) y las especies de la flora Argentina. Editor UBA, 31 pp.

- -----------------------------. 1981. Rehabilitation del género Dasyochloa (Graminae). Editor UBA, 23 pp.

- -----------------------------, evangelina Sánchez, marta Elisetch. 1978. Las especies de Lolium (Gramineae) de la flora argentina. Editor UBA, Fac. de Farmacia y Bioquímica, Museo de Botánica Juan A. Domínquez, 23 pp.

- a.l. Cabrera, j.a. Cámara Hernández, j.a. Caro, g. Covas, h. Fabris, j. Hunziker, e. Nicora, z. Rúgolo, e. Sánchez, m. Torres. 1970. «Gramineae, parte general.» Flora de la Provincia de Buenos Aires: Gramíneas Colección Científica del INTA. Tomo IV, parte II, 1-18

- a.t. Hunziker, j.a. Caro. 1958. Sobre tres especies adventicias poco conocidas en Argentina. Tropical Botany. Academic Press, Londres. 141 pp.

## Honores
Miembro de
- Sociedad Argentina de Botánica, y su presidente[1]

- La abreviatura «Caro» se emplea para indicar a José Alfredo Caro como autoridad en la descripción y clasificación científica de los vegetales.[2]

Se poseen 142 registros IPNI de sus identificaciones y clasificaciones de nuevas especies, las que publicaba habitualmente en : Dominguezia; Darwiniana; Kurtziana